# Ferrari 375 Plus
La Ferrari 375 Plus è un'autovettura da competizione prodotta dalla casa automobilistica italiana Ferrari nel 1954 in otto esemplari.

## Il contesto

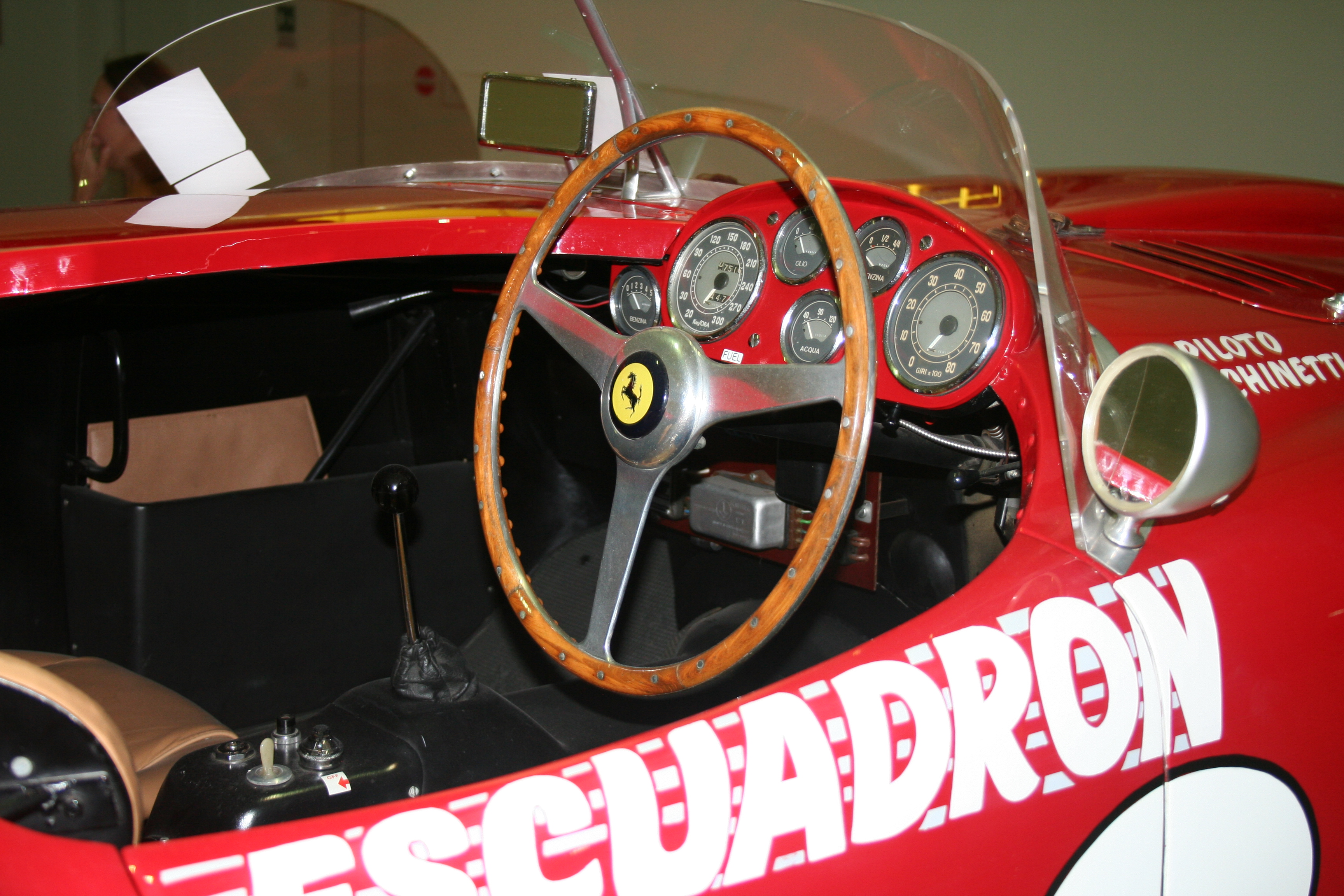
Gli interni

Il motore del modello derivava da quello progettato da Aurelio Lampredi per il Campionato mondiale di Formula 1 del 1951.
Quest'ultimo propulsore era un V12 da 380 CV di potenza, e fu installato sulla 375 F1 senza ottenere il successo sperato, visto che alla fine il Campionato fu vinto dall'Alfa Romeo 159. Per le stagioni di Formula 1 successive questo motore fu giudicato sorpassato, ma ciò non ne decretò la fine. La sua evoluzione fu infatti installata sulle 375 MM e dopo un ulteriore sviluppo, con la cilindrata passata da 4,5 a 5 L, questo propulsore fu montato sulla 375 Plus.
Il modello, carrozzato da Pininfarina, fu voluto da Enzo Ferrari per tentare di conquistare il Campionato del Mondo Sport Prototipi del 1954, già vinto dalla Ferrari l'anno precedente.

## Caratteristiche tecniche
Il motore era un V12 a 60º non sovralimentato, anteriore e longitudinale. L'alesaggio e la corsa erano rispettivamente 84 mm e 74,5 mm, che portavano la cilindrata totale a 4954,34 cm³. Il rapporto di compressione era di 9,2:1. La testata e il monoblocco erano fabbricati in lega leggera. La potenza massima erogata dal propulsore era di 330 CV a 6000 giri al minuto.

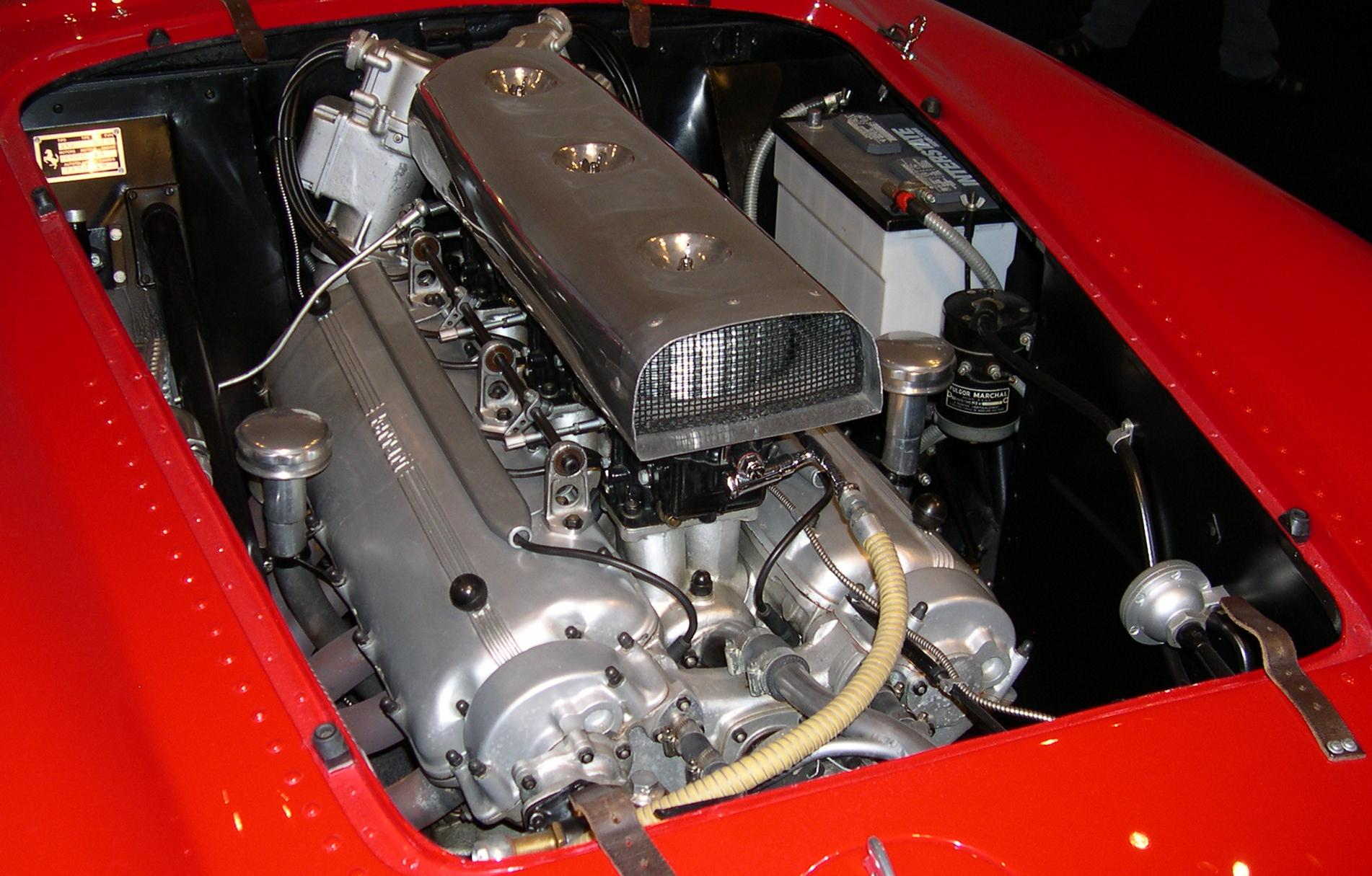
Il motore V12

La distribuzione era formata da un singolo albero a camme in testa che comandava due valvole per cilindro. L'alimentazione era assicurata da tre carburatori di marca Weber e modello 46 DCF/3. L'accensione era singola e il relativo impianto comprendeva due magneti. La lubrificazione era a carter secco, mentre la frizione era multidisco.
Le sospensioni anteriori erano indipendenti ed erano costituite da dei quadrilateri trasversali oltre che da una barra stabilizzatrice; le sospensioni posteriori erano formate invece da un Ponte De Dion e doppi puntoni. Entrambe avevano installato ammortizzatori idraulici Houdaille e balestre trasversali. I freni erano a tamburo sulle quattro ruote, mentre la trasmissione era formata da un cambio manuale a cinque rapporti più la retromarcia. Lo sterzo era a vite senza fine e settore dentato. La trazione era posteriore.
Il telaio era tubolare in acciaio. La carrozzeria era spider a due posti e fu fabbricata da Pininfarina.
La velocità massima raggiunta dal veicolo era di 280 km/h.

## Attività sportiva

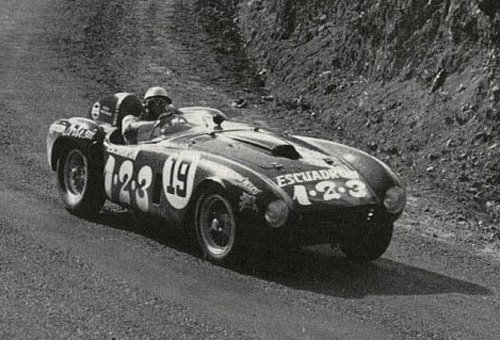
Umberto Maglioli alla Carrera Panamericana 1954

Il modello partecipò al Campionato del Mondo Sport Prototipi del 1954 contribuendo alla vittoria finale della Ferrari. In questo Campionato la 375 Plus si aggiudicò la 1000 km di Buenos Aires (vinta anche l'anno successivo con alla guida piloti privati), la 24 Ore di Le Mans e la Carrera Panamericana. Sempre nel 1954 un esemplare del modello conquistò il Gran Premio di Agadir.